# قهوه‌ای طلایی
قهوای طلایی (به انگلیسی: Golden Brown) ترانه‌ای از گروه راک انگلیسی د استرنگلرز است که برای اولین بار به عنوان تک آهنگی از آلبوم لا فولیه در دسامبر ۱۹۸۱ منتشر شد.

## نماهنگ
در نماهنگی که برای این ترانه در نظر گرفته شده‌است، دکوراسیون عربی و ساختمان‌ها شرقی قرار داشتند. در ویدئو در عین حال تصاویری از دبی، اصفهان مسجد شاه و اهرام مصر به نمایش در می‌آیند.

## رتبه‌بندی در جدول ترانه‌ها
| جدول (۱۹۸۱/۱۹۸۲)        | بالاترین رتبه |
| ----------------------- | ------------- |
| جدول تک‌آهنگ‌های بریتانیا | ۲             |
| ترانه‌های برتر آلمان     | ۱۰            |
| ۴۰ ترانهٔ برتر هلند      | ۸             |
| جدول تک‌آهنگ‌های ایرلند   | ۳             |

| جدول (۱۹۹۱)             | بالاترین رتبه |
| ----------------------- | ------------- |
| جدول تک‌آهنگ‌های بریتانیا | ۶۸            |
| جدول تک‌آهنگ‌های ایرلند   | ۲۵            |